# George Wyndham
George Wyndham (ur. 29 sierpnia 1863 w Londynie, zm. 8 czerwca 1913 w Paryżu) – brytyjski pisarz i polityk, członek Partii Konserwatywnej, minister w rządach lorda Salisbury’ego i Arthura Balfoura.

## Życiorys
Był synem Percy’ego Wyndhama (młodszego syna 1. barona Leconfield) i Madeline Campbell, córki sir Guya Campbella, 1. baroneta. Wykształcenie odebrał w Eton College oraz w Royal Military College Sandhurst. W 1883 r. wstąpił do armii i dostał przydział do Coldstream Guards. Brał udział w kampanii w Sudanie w 1885 r. Armię opuścił w 1887 r.
W 1889 r. został wybrany do Izby Gmin jako reprezentant okręgu Dover. Początkowo był prywatnym sekretarzem Arthura Balfoura. W latach 1898–1900 był podsekretarzem stanu w Ministerstwie Wojny. W latach 1900–1905 był Głównym Sekretarzem Irlandii. Za jego urzędowania uchwalono w 1903 r. Irish Land Act.
Był również rektorem Uniwersytetu Glasgow w latach 1902–1905 i rektorem Uniwersytetu Edynburskiego w latach 1908–1911.
W 1897 r. poślubił Sibell Lumley, córkę 9. hrabiego Scarbrough i wdowę po lordzie Grosvenorze. Małżonkowie mieli razem jednego syna, porucznika Percy’ego Lyulpha Wyndhama, oficera Coldstream Guards, który zginął we Francji w 1914 r.

## Publikacje
- The Poems of Shakespeare, 1898, redakcja
- Ronsard & La Pleiade, with Selections From Their Poetry and Some Translations in the Original Meters, 1906
- Sir Walter Scott, 1908
- The Springs of Romance in the Literature of Europe, 1910
- Essays in Romantic Literature, 1909, pod redakcją Charlesa Whibleya